# Morti il 20 agosto
| Questa pagina contiene informazioni ricavate automaticamente dalle voci biografiche con l'ausilio del template Bio e di un bot. L'aggiornamento è periodico e automatico e ricostruisce completamente la pagina. Se manca una persona in questa lista, sei pregato di non aggiungerla, ma accertati piuttosto che la sua voce biografica contenga il template Bio e che i dati anagrafici siano correttamente compilati. Se il template Bio manca, inseriscilo tu stesso o, in alternativa, metti l'avviso {{tmp\|Bio}} che ne segnala la mancanza. Se i dati riportati sono sbagliati, correggi direttamente la voce biografica; le modifiche saranno visibili in questa lista entro pochi giorni. Per chiarimenti vedi il progetto biografie. La lista contiene solo le 484 persone che sono citate nell'enciclopedia e per le quali è stato implementato correttamente il template Bio. Pagina aggiornata al 9 ago 2025. |

## I secolo(1)
- 14 - Marco Vipsanio Agrippa Postumo, politico romano (n. 12 a.C.)

## VII secolo(2)
- 651 - Oswine di Deira, sovrano
- 694 - Paolo III di Costantinopoli, arcivescovo bizantino

## VIII secolo(1)
- 768 - Eadberht di Northumbria, re

## X secolo(4)
- 917 - Costantino Lips, funzionario e ammiraglio bizantino
- 984 - Papa Giovanni XIV, papa, vescovo e cardinale italiano
- 994 - Fujiwara no Michinobu, poeta giapponese (n. 972)
- 997 - Corrado I di Svevia, nobile tedesco

## XI secolo(4)
- 1025 - Burcardo di Worms, vescovo e giurista tedesco (n. 950)
- 1085 - 'Abd al-Malik b. Yusuf al-Juwayni, giurista e teologo persiano (n. 1028)
- 1093 - Ugo I di Borgogna, duca
- 1097 - Alberto Azzo II d'Este, nobile italiano (n. 1009)

## XII secolo(4)
- 1153 - Bernardo di Chiaravalle, monaco cristiano, abate e teologo francese
- 1158 - Rögnvald Kali Kolsson, cavaliere medievale norvegese
- 1177 - Guglielmo Faletti, vescovo cattolico italiano
- 1179 - Guglielmo d'Aumale, conte

## XIII secolo(3)
- 1270 - Giovanni di Courtenay, arcivescovo cattolico francese
- 1297 - William Fraser, vescovo cattolico scozzese
- 1297 - Valeramo di Jülich, conte

## XIV secolo(5)
- 1318 - Cassono della Torre, patriarca cattolico italiano
- 1348 - Bernardo Tolomei, religioso italiano (n. 1272)
- 1384 - Geert Groote, olandese (n. 1340)
- 1390 - Konrad Zöllner von Rothenstein, nobile tedesco
- 1400 - Verde d'Este, nobile italiana (n. 1354)

## XV secolo(4)
- 1419 - Giorgio di Liechtenstein, vescovo cattolico austriaco
- 1463 - Alessandro Oliva, cardinale e arcivescovo cattolico italiano (n. 1407)
- 1471 - Borso d'Este, duca (n. 1413)
- 1476 - Francesco Agnifili, vescovo cattolico italiano

## XVI secolo(14)
- 1518 - Francesco Maturanzio, umanista e letterato italiano (n. 1443)
- 1519 - Luigi de' Rossi, cardinale italiano (n. 1474)
- 1528 - Georg von Frundsberg, condottiero tedesco (n. 1473)
- 1537 - Baccio Valori, politico e condottiero italiano (n. 1477)
- 1560 - Bertoldo Farnese, condottiero italiano (n. 1516)
- 1572 - Miguel López de Legazpi, condottiero spagnolo
- 1574 - Sebastian Ochsenkun, liutista e compositore tedesco (n. 1521)
- 1578 - Yamanaka Yukimori, militare giapponese (n. 1545)
- 1580 - Girolamo Osorio, vescovo cattolico, teologo e storico portoghese (n. 1506)
- 1585 - Shimazu Yoshitora, militare giapponese (n. 1536)
- 1591 - Francesco Terzi, pittore italiano (n. 1523)
- 1592 - Guglielmo il Giovane di Brunswick-Lüneburg, duca tedesco (n. 1535)
- 1593 - Filippo Spinola, cardinale e vescovo cattolico italiano (n. 1535)
- 1595 - Alessandro Ardenti, pittore italiano

## XVII secolo(19)
- 1607 - Ercole Sassonia, medico italiano (n. 1551)
- 1615 - Bernardo II del Congo, re (n. 1570)
- 1621 - Rodolfo di Anhalt-Zerbst, principe (n. 1576)
- 1622 - Raphael Egli, teologo e alchimista svizzero (n. 1559)
- 1624 - Francesco Andreini, attore teatrale e drammaturgo italiano
- 1631 - Gregorio Pedroca, vescovo cattolico italiano
- 1638 - Giovanni Vincenzo Verzellino, storico italiano (n. 1562)
- 1639 - Martin Opitz, poeta e scrittore tedesco (n. 1597)
- 1648 - Edward Herbert, filosofo e poeta inglese (n. 1583)
- 1649 - Jacob Bidermann, gesuita e scrittore tedesco (n. 1578)
- 1651 - Jeremi Michał Wiśniowiecki, generale polacco (n. 1612)
- 1659 - Dorothy Percy, nobile inglese (n. 1598)
- 1660 - Juan de Lugo, gesuita, cardinale e teologo spagnolo (n. 1583)
- 1666 - Giovanni Battista Grossi, storico e teologo italiano (n. 1605)
- 1672 - Cornelis de Witt, politico olandese (n. 1623)
- 1672 - Johan de Witt, politico e matematico olandese (n. 1625)
- 1679 - Jakob Alting, teologo tedesco (n. 1618)
- 1684 - Maria d'Este, duchessa italiana (n. 1644)
- 1699 - Jan Małachowski, vescovo cattolico polacco (n. 1623)

## XVIII secolo(27)
- 1701 - Charles Sedley, V baronetto, nobile, politico e commediografo inglese (n. 1639)
- 1702 - Enrico Haffner, pittore italiano (n. 1640)
- 1707 - Nicolas Gigault, compositore e organista francese
- 1714 - Cristóbal de Villalpando, pittore spagnolo (n. 1649)
- 1716 - Tommaso Maria Ferrari, cardinale italiano (n. 1649)
- 1720 - Jean L'Archevêque, esploratore, militare e mercante francese (n. 1672)
- 1724 - Antonio Francesco Peruzzini, pittore italiano
- 1726 - Mary Bentinck, nobildonna inglese (n. 1679)
- 1732 - Giovan Battista Pistoi, fantino italiano (n. 1672)
- 1737 - Catherine Shorter, nobildonna inglese (n. 1682)
- 1745 - Yeğen Mehmed Pascià, politico e militare ottomano
- 1749 - Raniero Felice Simonetti, cardinale e arcivescovo cattolico italiano (n. 1675)
- 1752 - Giovanni Battista Spinola, cardinale e vescovo cattolico italiano (n. 1681)
- 1755 - Robert Ker, II duca di Roxburghe, nobile scozzese (n. 1709)
- 1760 - Sulaiman Badrul Alam Shah di Johor, sovrano malese (n. 1699)
- 1768 - Giuseppe Ignazio Filippo d'Assia-Darmstadt, vescovo cattolico tedesco (n. 1699)
- 1773 - Pëtr Grigor'evič Černyšëv, politico russo (n. 1712)
- 1773 - Enrique Flórez, presbitero, storico e numismatico spagnolo (n. 1701)
- 1778 - Annibale Faussone Scaravelli, nobile italiano (n. 1720)
- 1780 - Louise de Rohan, nobile francese (n. 1704)
- 1785 - Jean-Baptiste Pigalle, scultore francese (n. 1714)
- 1799 - Eleonora de Fonseca Pimentel, patriota, politica e giornalista italiana (n. 1752)
- 1799 - Vincenzo Lupo, patriota italiano (n. 1755)
- 1799 - Michele Natale, vescovo cattolico italiano (n. 1751)
- 1799 - Nicola Pacifico, prete italiano (n. 1734)
- 1799 - Gennaro Serra di Cassano, patriota italiano (n. 1772)
- 1800 - Michel-François d'Ailly, politico francese (n. 1724)

## XIX secolo(54)
- 1806 - Carlo Luigi di Anhalt-Bernburg-Schaumburg-Hoym, principe tedesco (n. 1723)
- 1811 - Bernardo Maria Carenzoni, vescovo cattolico italiano (n. 1748)
- 1813 - Josiah Harmar, generale statunitense (n. 1753)
- 1813 - Jan Křtitel Vaňhal, compositore ceco (n. 1739)
- 1814 - Giuseppe Pistocchi, architetto italiano (n. 1744)
- 1817 - Luigi di Bentheim e Steinfurt, principe tedesco (n. 1756)
- 1821 - Paolo Arconati Visconti, nobile e politico italiano (n. 1754)
- 1821 - Dorotea di Medem, nobile (n. 1761)
- 1823 - Friedrich Arnold Brockhaus, editore tedesco (n. 1772)
- 1823 - Papa Pio VII, papa, vescovo cattolico e cardinale italiano (n. 1742)
- 1825 - Juan Martín Díez, generale spagnolo (n. 1775)
- 1825 - William Waldegrave, I barone Radstock, ammiraglio inglese (n. 1753)
- 1826 - Antonio Miglietta, medico e fisiologo italiano (n. 1767)
- 1835 - Silvia Curtoni Verza, scrittrice italiana (n. 1751)
- 1839 - Guglielmo di Nassau, duca (n. 1792)
- 1842 - Hussey Vivian, I barone Vivian, generale britannico (n. 1775)
- 1848 - Keisai Eisen, artista e scrittore giapponese (n. 1790)
- 1849 - Pavel Vasil'evič Čičagov, generale e ammiraglio russo (n. 1767)
- 1849 - David Ogilvy, IX conte di Airlie, nobile e ufficiale scozzese (n. 1785)
- 1851 - Tom Spring, pugile inglese (n. 1795)
- 1854 - Friedrich Schelling, filosofo tedesco (n. 1775)
- 1856 - Massimiliano Bocchiardo di San Vitale, generale italiano (n. 1805)
- 1856 - Philipp Jakob Riotte, compositore tedesco (n. 1776)
- 1859 - Juan Bautista Ceballos, politico messicano (n. 1811)
- 1859 - Giovanni Battista Giani, archeologo italiano (n. 1788)
- 1860 - Cesare Pompeo Castelbarco, nobile, politico e compositore italiano (n. 1782)
- 1862 - Franz Adolf Prohaska von Guelfenburg, militare austriaco (n. 1768)
- 1863 - Francesco Masini, compositore italiano (n. 1804)
- 1864 - Hermann Schacht, farmacista e botanico tedesco (n. 1814)
- 1865 - Ferdinando Cavalleri, pittore italiano (n. 1794)
- 1865 - Andrej Stackenschneider, architetto russo (n. 1802)
- 1866 - Maria De Mattias, religiosa italiana (n. 1805)
- 1871 - Francesco Guardabassi, patriota e politico italiano (n. 1793)
- 1873 - Marie Guy-Stéphan, ballerina francese (n. 1818)
- 1873 - Hermann Hankel, matematico tedesco (n. 1839)
- 1873 - Gaetano Manzo, brigante italiano (n. 1837)
- 1874 - Thomas Wilson Barnes, scacchista inglese (n. 1825)
- 1874 - Maria Alessandrina Bonaparte (n. 1818)
- 1875 - Michelangelo Castelli, politico italiano (n. 1808)
- 1875 - James Graham Goodenough, ammiraglio inglese (n. 1830)
- 1877 - Gabriele Capello, ebanista italiano (n. 1806)
- 1880 - Achille Carrillo, pittore italiano (n. 1818)
- 1880 - Pietro Gerolamo Invernizzi, patriota italiano (n. 1833)
- 1887 - Jules Laforgue, poeta francese (n. 1860)
- 1888 - Michael Innerkofler, alpinista austro-ungarico (n. 1848)
- 1889 - Camillo Marcolini, politico italiano (n. 1830)
- 1892 - Friedrich von Fürstenberg, cardinale e arcivescovo cattolico austriaco (n. 1813)
- 1893 - Jovan Marinović, politico e diplomatico serbo (n. 1821)
- 1893 - Alexander Wassilko von Serecki, politico austriaco (n. 1827)
- 1896 - Ferdinando Bianchi, giurista italiano (n. 1854)
- 1897 - Michele Angiolillo, anarchico italiano (n. 1871)
- 1897 - Gerolamo Buonazia, pedagogista italiano (n. 1822)
- 1898 - Pedro de Madrazo, pittore, scrittore e storico dell'arte spagnolo (n. 1816)
- 1898 - Bruno von Montluisant, generale austriaco (n. 1815)

## XX secolo(221)
- 1901 - Fritz Simrock, editore tedesco (n. 1837)
- 1902 - Franz Tappeiner, medico, botanico e antropologo austriaco (n. 1816)
- 1903 - Luigi Pastori, patriota italiano (n. 1829)
- 1904 - Auguste François Le Jolis, botanico francese (n. 1823)
- 1904 - Emilio Villari, fisico italiano (n. 1836)
- 1904 - Pierre Waldeck-Rousseau, politico francese (n. 1846)
- 1905 - Franz Reuleaux, ingegnere meccanico tedesco (n. 1829)
- 1907 - Eduard Hitzig, psichiatra e neurofisiologo tedesco (n. 1838)
- 1909 - Lodovico Boschieri, patriota e politico italiano (n. 1841)
- 1909 - Valentino Cerruti, matematico, fisico e politico italiano (n. 1850)
- 1909 - Ludwig Gumplowicz, sociologo polacco (n. 1838)
- 1910 - Otto Piltz, pittore tedesco (n. 1846)
- 1912 - William Booth, predicatore inglese (n. 1829)
- 1912 - Luigi Giorgi, orafo, incisore e medaglista italiano (n. 1848)
- 1912 - József Samassa, cardinale e arcivescovo cattolico ungherese (n. 1828)
- 1913 - Carl Ludwig von Bar, avvocato e giurista tedesco (n. 1836)
- 1913 - Émile Ollivier, politico, scrittore e pittore francese (n. 1825)
- 1914 - Cesare Colizza, militare italiano (n. 1884)
- 1914 - Amélie Lundahl, pittrice finlandese (n. 1850)
- 1914 - Demetrio Paernio, scultore italiano (n. 1851)
- 1914 - Papa Pio X, papa, cardinale e vescovo cattolico italiano (n. 1835)
- 1914 - Franz Xaver Wernz, gesuita tedesco (n. 1842)
- 1915 - Paul Ehrlich, microbiologo e immunologo tedesco (n. 1854)
- 1915 - Carlos Finlay, medico e scienziato cubano (n. 1833)
- 1917 - Adolf von Baeyer, chimico tedesco (n. 1835)
- 1917 - Bruno Danero, militare italiano (n. 1878)
- 1917 - Clark Leiblee, velocista statunitense (n. 1877)
- 1920 - Etelka Gerster, soprano ungherese (n. 1857)
- 1920 - Carlo Rasponi Bonanzi, politico italiano (n. 1858)
- 1921 - Samuel Ball Platner, archeologo statunitense (n. 1863)
- 1922 - Luigi Capitanio, medico e politico italiano (n. 1863)
- 1923 - Alfredo Bertesi, politico e imprenditore italiano (n. 1851)
- 1924 - Sofus Arctander, politico norvegese (n. 1845)
- 1925 - Richard Cassirer, neurologo tedesco (n. 1868)
- 1926 - William Trew, rugbista a 15 gallese (n. 1879)
- 1928 - Thomas Butler, tiratore di fune britannico (n. 1871)
- 1928 - Ernest George Meers, tennista britannico (n. 1849)
- 1928 - Vincenzo Riccio, politico italiano (n. 1858)
- 1929 - Jeanne Immink, alpinista e sportiva olandese (n. 1853)
- 1930 - Louis Bourgeois, architetto canadese (n. 1856)
- 1930 - Sandro Italico Mussolini, politico italiano (n. 1910)
- 1930 - Herbert Hall Turner, astronomo e sismologo britannico (n. 1861)
- 1931 - Lulu White, imprenditrice statunitense
- 1932 - Vincenzo Librandi, scrittore italiano (n. 1867)
- 1932 - Gino Watkins, esploratore britannico (n. 1907)
- 1932 - Henri Wijnoldy-Daniëls, schermidore olandese (n. 1889)
- 1933 - Gustaf Cederström, pittore svedese (n. 1845)
- 1933 - Filiberto Scarpelli, giornalista, fumettista e disegnatore italiano (n. 1870)
- 1934 - Emma Bardac, francese (n. 1862)
- 1935 - Edith Roberts, attrice statunitense (n. 1899)
- 1936 - Edward Weston, chimico, ingegnere e imprenditore statunitense (n. 1850)
- 1937 - Hans Wödl, alpinista, imprenditore e scrittore austriaco (n. 1863)
- 1938 - Bob Howarth, calciatore inglese (n. 1865)
- 1938 - Eugène Osty, medico e parapsicologo francese (n. 1874)
- 1939 - Sybil Grey, soprano e attrice teatrale britannico (n. 1860)
- 1940 - Joseph Burtt Davy, botanico inglese (n. 1870)
- 1940 - Magdeleine Godard, violinista e docente francese (n. 1860)
- 1940 - Giovanni Battista Lucchini, aviatore e militare italiano (n. 1903)
- 1940 - Ireneo Moretti, militare e aviatore italiano (n. 1904)
- 1940 - George Stevens, attore britannico (n. 1860)
- 1941 - John Baird, I visconte Stonehaven, politico britannico (n. 1874)
- 1942 - Eraldo Cabutto, militare italiano (n. 1919)
- 1942 - István Horthy, militare, aviatore e politico ungherese (n. 1904)
- 1942 - Georg Häfner, presbitero tedesco (n. 1900)
- 1942 - Carl Kaiserling, patologo tedesco (n. 1869)
- 1942 - Rudolf Spielmann, scacchista austriaco (n. 1883)
- 1943 - Kalevi Tervo, militare e aviatore finlandese (n. 1919)
- 1944 - Josef Armberger, militare tedesco (n. 1920)
- 1944 - Giuseppe Gronchi, scultore italiano (n. 1882)
- 1944 - Mario Jacchia, avvocato, militare e partigiano italiano (n. 1896)
- 1944 - Josip Miličić, scrittore, poeta e pittore serbo (n. 1886)
- 1945 - Francesco Orestano, filosofo italiano (n. 1873)
- 1946 - Vojtech Tuka, politico slovacco (n. 1880)
- 1947 - Franz Cumont, filologo classico e storico belga (n. 1868)
- 1947 - Max Gaines, editore statunitense (n. 1894)
- 1947 - Albert Henderson, calciatore canadese (n. 1881)
- 1948 - Carl Hårleman, ginnasta e astista svedese (n. 1886)
- 1948 - Ljubo Miloš, funzionario croato (n. 1919)
- 1949 - Francesco Bellotti, generale italiano (n. 1869)
- 1949 - Frederick William Green, egittologo britannico (n. 1869)
- 1949 - Leni Oslob, schermitrice tedesca (n. 1909)
- 1949 - Domenico Varagnolo, poeta e drammaturgo italiano (n. 1882)
- 1952 - May Abbey, attrice statunitense (n. 1872)
- 1952 - Kurt Schumacher, politico tedesco (n. 1895)
- 1955 - Maurice Gignoux, geologo francese (n. 1881)
- 1955 - Anders Vilhelm Lundstedt, filosofo svedese (n. 1882)
- 1955 - Millicent St Clair-Erskine, nobildonna, giornalista e drammaturga scozzese (n. 1867)
- 1956 - Giacomo Cireni, circense italiano (n. 1884)
- 1956 - Alberto Montacchini, fotografo e attore teatrale italiano (n. 1894)
- 1957 - Edward Evans, I barone Mountevans, ammiraglio e esploratore britannico (n. 1880)
- 1957 - Halil Kut, militare ottomano (n. 1881)
- 1957 - Émile Laffon, militare francese (n. 1907)
- 1959 - Joseph Besset, imprenditore francese (n. 1890)
- 1959 - Aleksandr Evreinov, arcivescovo cattolico russo (n. 1877)
- 1959 - Alfred Kubin, illustratore, litografo e pittore austriaco (n. 1877)
- 1959 - Guido Larcher, politico italiano (n. 1867)
- 1960 - Rudolf Moser, compositore svizzero (n. 1892)
- 1961 - Efrem Bartoletti, sindacalista e poeta italiano (n. 1889)
- 1961 - Percy Williams Bridgman, fisico statunitense (n. 1882)
- 1961 - Gwen Lee, attrice statunitense (n. 1904)
- 1961 - Duncan Walker, calciatore scozzese (n. 1896)
- 1962 - Joseph Demicoli, pallanuotista maltese (n. 1914)
- 1962 - Teofilius Matulionis, arcivescovo cattolico lituano (n. 1873)
- 1963 - John D'Albiac, generale britannico (n. 1894)
- 1963 - Pier Luigi Della Torre, chirurgo italiano (n. 1887)
- 1963 - James Dunn, calciatore scozzese (n. 1900)
- 1963 - Faustino Harrison, politico e notaio uruguaiano (n. 1900)
- 1963 - Benjamin Jones, pistard britannico (n. 1882)
- 1964 - Gyda Christensen, attrice teatrale, ballerina e coreografa norvegese (n. 1872)
- 1964 - Émile Cornic, schermidore francese (n. 1894)
- 1964 - Arno Frank, cestista, allenatore di pallacanestro e allenatore di calcio brasiliano (n. 1903)
- 1965 - George Oliver, golfista statunitense (n. 1883)
- 1966 - Renzo Rivolta, ingegnere e imprenditore italiano (n. 1908)
- 1967 - Walter Krueger, generale statunitense (n. 1881)
- 1968 - Barbara Allason, scrittrice, germanista e traduttrice italiana (n. 1877)
- 1968 - Marie Ciocca, statunitense (n. 1929)
- 1969 - Publio Cortini, imprenditore e ingegnere italiano (n. 1895)
- 1969 - Edward Hutton, scrittore britannico (n. 1875)
- 1970 - Mickey Daniels, attore statunitense (n. 1914)
- 1970 - Sergej Romanov, calciatore russo (n. 1897)
- 1970 - Román Viñoly Barreto, regista e sceneggiatore uruguaiano (n. 1914)
- 1971 - Felice Romano, calciatore e allenatore di calcio argentino (n. 1894)
- 1972 - Nichifor Crainic, filosofo, giornalista e politico rumeno (n. 1889)
- 1972 - Alfredo Notti, calciatore e allenatore di calcio italiano (n. 1908)
- 1972 - Harold Rainsford Stark, ammiraglio statunitense (n. 1880)
- 1974 - Alisa Georgievna Koonen, attrice teatrale russa (n. 1889)
- 1974 - Ilona Massey, attrice ungherese (n. 1910)
- 1975 - Antonio Busini, dirigente sportivo e calciatore italiano (n. 1904)
- 1975 - Maria Teresa Freyre de Andrade, bibliografa e bibliotecaria cubana (n. 1896)
- 1975 - Wilhelm Weischedel, filosofo tedesco (n. 1905)
- 1976 - Mariano Bartolucci, compositore e direttore di banda italiano (n. 1881)
- 1976 - Phyllis Konstam, attrice inglese (n. 1907)
- 1976 - Silvio Oliboni, pittore italiano (n. 1912)
- 1977 - Carl'Alberto Perroux, avvocato e dirigente sportivo italiano (n. 1905)
- 1977 - Paul-André Robert, pittore e naturalista svizzero (n. 1901)
- 1977 - Giuseppe Russo, carabiniere italiano (n. 1928)
- 1978 - Battista Cardinale, lottatore italiano (n. 1895)
- 1978 - Nicola Grosa, antifascista e partigiano italiano (n. 1904)
- 1978 - Diana Budisavljević, attivista austriaca (n. 1891)
- 1979 - Gérald Cottier, cestista e dirigente sportivo svizzero (n. 1931)
- 1980 - Celestina Bottego, religiosa statunitense (n. 1895)
- 1980 - Joe Dassin, cantante e compositore statunitense (n. 1938)
- 1980 - Wolfgang Gröbner, matematico austriaco (n. 1899)
- 1981 - Teodoro Bronzini, politico e giornalista argentino (n. 1888)
- 1981 - Mickey Devine, attivista britannico (n. 1954)
- 1981 - Vladimir Aleksandrovič Fetin, regista sovietico (n. 1925)
- 1981 - Sándor Radó, cartografo, antifascista e agente segreto ungherese (n. 1899)
- 1981 - Fernando Tanucci Nannini, generale italiano (n. 1896)
- 1982 - Antonio del Giudice, arcivescovo cattolico italiano (n. 1913)
- 1982 - Ulla Jacobsson, attrice svedese (n. 1929)
- 1982 - Tapio Järvi, militare e aviatore finlandese (n. 1919)
- 1982 - Clyde King, canottiere statunitense (n. 1898)
- 1982 - Edward Ludwig, regista russo (n. 1898)
- 1982 - Roberto Prearo, politico italiano (n. 1905)
- 1983 - Aleksandar Ranković, politico e antifascista jugoslavo (n. 1909)
- 1983 - Adolf Schreiber, ciclista su strada liechtensteinese (n. 1913)
- 1983 - Georges Spénale, politico francese (n. 1913)
- 1983 - Gerhard von Graevenitz, pittore e fotografo tedesco (n. 1934)
- 1984 - Aleksandr Gavrilovič Ivanov, regista cinematografico sovietico (n. 1898)
- 1984 - Arnolds Tauriņš, calciatore lettone (n. 1905)
- 1985 - Donald Olding Hebb, psicologo canadese (n. 1904)
- 1985 - Kenneth Kennedy, pattinatore di velocità su ghiaccio, hockeista su ghiaccio e dirigente sportivo australiano (n. 1913)
- 1986 - Walter Brooke, attore statunitense (n. 1914)
- 1986 - Thad Jones, trombettista e compositore statunitense (n. 1923)
- 1986 - Austin Warren, critico letterario statunitense (n. 1899)
- 1987 - Winifred Bryson, attrice statunitense (n. 1892)
- 1987 - José María Bueno y Monreal, cardinale e arcivescovo cattolico spagnolo (n. 1904)
- 1987 - Jerzy Chromik, siepista e mezzofondista polacco (n. 1931)
- 1987 - Julián Gorkin, politico, scrittore e rivoluzionario spagnolo (n. 1901)
- 1987 - Walenty Kłyszejko, cestista e allenatore di pallacanestro estone (n. 1909)
- 1987 - Bruno Rovesti, pittore italiano (n. 1907)
- 1987 - Silvano Tosi, giurista e giornalista italiano (n. 1926)
- 1988 - Jean-Paul Aron, scrittore e giornalista francese (n. 1925)
- 1988 - Ferdinand Karmelk, chitarrista olandese (n. 1950)
- 1988 - Joan Gale Robinson, scrittrice e illustratrice britannica (n. 1910)
- 1988 - John Stacy, attore australiano (n. 1914)
- 1988 - Lilla Szolcsányi, cestista ungherese (n. 1927)
- 1989 - George Adamson, naturalista inglese (n. 1906)
- 1989 - Joseph LaShelle, direttore della fotografia statunitense (n. 1900)
- 1989 - Romano Zaniol, pittore e scultore italiano (n. 1917)
- 1990 - Howard Clifton, bobbista statunitense (n. 1939)
- 1990 - Rudolf Gellesch, calciatore tedesco (n. 1914)
- 1990 - Maurice Gendron, violoncellista francese (n. 1920)
- 1990 - Isacco Nahoum, politico e partigiano italiano (n. 1922)
- 1990 - Joško Vidošević, calciatore jugoslavo (n. 1935)
- 1991 - Renato Lio, militare italiano (n. 1956)
- 1991 - José Luis Sagi-Vela, cestista spagnolo (n. 1944)
- 1992 - Francesco Amodio, politico e avvocato italiano (n. 1914)
- 1992 - Mario Bardelli, politico e sindacalista italiano (n. 1922)
- 1992 - Eliezer Berkovits, rabbino, teologo e educatore rumeno (n. 1908)
- 1992 - Walter Grabmann, generale tedesco (n. 1905)
- 1993 - Tony Barton, calciatore e allenatore di calcio inglese (n. 1937)
- 1993 - Iorwerth Hughes, calciatore gallese (n. 1925)
- 1993 - Koos de Jong, velista olandese (n. 1912)
- 1994 - Aleksandar Petrović, regista serbo (n. 1929)
- 1994 - Nino Sella, ciclista su strada italiano (n. 1909)
- 1995 - Maria Helena Bruhn-Friedlander, insegnante tedesca (n. 1905)
- 1995 - Maly Delschaft, attrice tedesca (n. 1898)
- 1995 - Yuki Maraini, musicista, cantante e compositrice italiana (n. 1939)
- 1995 - Hugo Pratt, fumettista e scrittore italiano (n. 1927)
- 1996 - Maria Occhipinti, attivista e scrittrice italiana (n. 1921)
- 1996 - Rio Reiser, cantante, musicista e attore tedesco (n. 1950)
- 1996 - Beverley Whitfield, nuotatrice australiana (n. 1954)
- 1997 - Scott Armstrong, cestista statunitense (n. 1913)
- 1997 - Sennuccio Benelli, giornalista, attore e drammaturgo italiano (n. 1920)
- 1997 - Norris Bradbury, fisico statunitense (n. 1909)
- 1997 - William Humphrey, scrittore statunitense (n. 1924)
- 1997 - Dionys Mascolo, saggista e partigiano francese (n. 1916)
- 1997 - Serge Peretti, ballerino e coreografo italiano (n. 1905)
- 1997 - Vittorio Russo, filologo e italianista italiano (n. 1934)
- 1998 - Haydée Tamzali, attrice e giornalista tunisina (n. 1906)
- 1998 - Nicola Riezzo, arcivescovo cattolico italiano (n. 1904)
- 1999 - Carlos Couto, schermidore brasiliano (n. 1930)
- 1999 - Annick Goutal, imprenditrice francese (n. 1945)
- 1999 - Włodzimierz Miksa, militare e aviatore polacco (n. 1914)
- 1999 - Josane Sigart, tennista belga (n. 1909)
- 1999 - Margaret Wright, attrice e doppiatrice statunitense (n. 1917)
- 2000 - Bunny Austin, tennista britannico (n. 1906)
- 2000 - Giovanni Gaddoni, calciatore italiano (n. 1914)
- 2000 - Mitch Halpern, arbitro di pugilato statunitense (n. 1967)
- 2000 - Silvio Francesco, cantante, attore e musicista italiano (n. 1927)

## XXI secolo(120)
- 2001 - Fred Hoyle, fisico, matematico e astronomo britannico (n. 1915)
- 2001 - Giuseppe Miroglio, politico italiano (n. 1925)
- 2001 - Walter Reed, attore statunitense (n. 1916)
- 2001 - Kim Stanley, attrice statunitense (n. 1925)
- 2002 - Wesley Bennett, cestista statunitense (n. 1913)
- 2003 - Luděk Brož, teologo, giornalista e traduttore ceco (n. 1922)
- 2003 - Ian MacDonald, critico musicale, paroliere e produttore discografico britannico (n. 1948)
- 2003 - Bruno Maffi, politico e traduttore italiano (n. 1909)
- 2003 - John Uzo Ogbu, antropologo nigeriano (n. 1939)
- 2003 - Carlo Zecchini, calciatore italiano (n. 1939)
- 2004 - Ettore Boschini, religioso italiano (n. 1928)
- 2004 - Giovanni Mastrangelo, politico, giornalista e scrittore italiano (n. 1942)
- 2004 - Leslie Shepard, archivista, produttore cinematografico e parapsicologo britannico (n. 1917)
- 2005 - Miljenko Kovačić, calciatore croato (n. 1973)
- 2005 - Ladislav Vychodil, scenografo slovacco (n. 1920)
- 2005 - Clifford Williams, regista teatrale e attore teatrale britannico (n. 1926)
- 2006 - Pipolo, sceneggiatore e regista italiano (n. 1933)
- 2006 - Joe Rosenthal, fotografo statunitense (n. 1911)
- 2007 - Alberto Bemporad, politico italiano (n. 1913)
- 2007 - Anatolij Alekseevič Bobrovskij, regista, attore e sceneggiatore sovietico (n. 1929)
- 2007 - Alfredo Giuliani, poeta, critico letterario e scrittore italiano (n. 1924)
- 2007 - Leona Helmsley, imprenditrice statunitense (n. 1920)
- 2007 - Perla Peragallo, attrice teatrale italiana (n. 1943)
- 2007 - Alberto Solfrini, cantante italiano (n. 1947)
- 2008 - Mario Bertok, scacchista e giornalista croato (n. 1929)
- 2008 - Marshall Brown, cestista, giocatore di baseball e allenatore di pallacanestro statunitense (n. 1918)
- 2008 - Tony Duvert, scrittore e giornalista francese (n. 1945)
- 2008 - Larry Hennessy, cestista e allenatore di pallacanestro statunitense (n. 1929)
- 2008 - Hua Guofeng, politico cinese (n. 1921)
- 2008 - Edward Jaworski, pallanuotista statunitense (n. 1926)
- 2008 - Locke Olson, cestista statunitense (n. 1926)
- 2008 - Tino Sangiglio, dirigente pubblico, scrittore e poeta italiano (n. 1937)
- 2008 - Stephanie Tubbs Jones, politica statunitense (n. 1949)
- 2008 - Gene Upshaw, giocatore di football americano statunitense (n. 1945)
- 2009 - Hans Biallas, calciatore tedesco (n. 1918)
- 2009 - Massimo Ercolani, pilota di rally sammarinese (n. 1957)
- 2009 - Semën Farada, attore russo (n. 1933)
- 2009 - Larry Knechtel, musicista e polistrumentista statunitense (n. 1940)
- 2009 - Genādijs Šitiks, calciatore e allenatore di calcio lettone (n. 1958)
- 2010 - Pramarn Adireksarn, militare e politico thailandese (n. 1913)
- 2010 - Jean Benoît, artista canadese (n. 1922)
- 2010 - Ramon Berloso, serial killer italiano (n. 1975)
- 2010 - Leonid Brumberg, pianista russo (n. 1925)
- 2010 - Tiberio Murgia, attore italiano (n. 1929)
- 2010 - Masato Otaka, architetto giapponese (n. 1923)
- 2010 - Renato Pollini, politico italiano (n. 1925)
- 2010 - Franz Schurmann, sociologo e storico statunitense (n. 1926)
- 2011 - Reza Badiyi, regista iraniano (n. 1930)
- 2011 - Maria Concetta Cacciola, italiana (n. 1980)
- 2012 - Martino Bardotti, politico italiano (n. 1921)
- 2012 - Paolo Chiarini, germanista e traduttore italiano (n. 1931)
- 2012 - Phyllis Diller, attrice e doppiatrice statunitense (n. 1917)
- 2012 - Daryl Hine, poeta, traduttore e critico letterario canadese (n. 1936)
- 2012 - Lamberto Mazza, dirigente d'azienda e dirigente sportivo italiano (n. 1926)
- 2012 - Dom Mintoff, politico maltese (n. 1916)
- 2012 - Mika Yamamoto, giornalista e fotoreporter giapponese (n. 1967)
- 2012 - Meles Zenawi, politico etiope (n. 1955)
- 2013 - Elmore Leonard, scrittore, sceneggiatore e produttore cinematografico statunitense (n. 1925)
- 2013 - Marian McPartland, pianista e compositrice britannica (n. 1918)
- 2013 - Erik Neutsch, scrittore tedesco (n. 1931)
- 2013 - Ted Post, regista e insegnante statunitense (n. 1918)
- 2013 - Vincenzo Rigamonti, allenatore di calcio e calciatore italiano (n. 1930)
- 2013 - Paolo Rosa, artista e regista italiano (n. 1949)
- 2013 - Costică Ștefănescu, allenatore di calcio e calciatore romeno (n. 1951)
- 2014 - Eric Barber, allenatore di calcio e calciatore irlandese (n. 1942)
- 2014 - Federico Boido, attore e artista italiano (n. 1938)
- 2014 - Herm Hedderick, cestista e giocatore di baseball statunitense (n. 1930)
- 2014 - B. K. S. Iyengar, mistico indiano (n. 1918)
- 2014 - Allan Mann, rugbista a 15 scozzese
- 2014 - Edmund Casimir Szoka, cardinale e arcivescovo cattolico statunitense (n. 1927)
- 2015 - Armin di Lippe, nobile tedesco (n. 1924)
- 2015 - Melchor Barrio, calciatore spagnolo (n. 1934)
- 2015 - Lina Morgan, attrice spagnola (n. 1937)
- 2016 - Daniela Dessì, soprano italiano (n. 1957)
- 2016 - Harry Gilmer, giocatore di football americano statunitense (n. 1926)
- 2016 - Giuseppe Grossi, pilota di rally italiano (n. 1957)
- 2016 - Ignacio Padilla, scrittore, saggista e diplomatico messicano (n. 1968)
- 2016 - Allen Rae, arbitro di pallacanestro canadese (n. 1932)
- 2017 - Gero Caldarelli, mimo e attore italiano (n. 1942)
- 2017 - Rino Golinelli, pittore italiano (n. 1932)
- 2017 - Margot Hielscher, cantante, attrice e costumista tedesca (n. 1919)
- 2017 - Jerry Lewis, comico, attore e regista statunitense (n. 1926)
- 2017 - Colin Meads, rugbista a 15, allenatore di rugby a 15 e dirigente sportivo neozelandese (n. 1936)
- 2017 - Giorgio Michelotti, calciatore e allenatore di calcio italiano (n. 1936)
- 2017 - Nati Mistral, attrice spagnola (n. 1928)
- 2017 - Lance Williams, informatico, grafico e animatore statunitense (n. 1949)
- 2017 - Veličko Čolakov, sollevatore bulgaro (n. 1982)
- 2018 - Uri Avnery, giornalista israeliano (n. 1923)
- 2018 - Charles Blackman, artista australiano (n. 1928)
- 2018 - Jimmy McIlroy, allenatore di calcio e calciatore nordirlandese (n. 1931)
- 2018 - Brian Murray, attore e doppiatore sudafricano (n. 1937)
- 2018 - Antonio Pischedda, politico e attore teatrale italiano (n. 1942)
- 2018 - Gerd Schellenberg, calciatore tedesco orientale (n. 1949)
- 2018 - María Isabel Chorobik de Mariani, attivista argentina (n. 1923)
- 2019 - Giovanni Buttarelli, funzionario italiano (n. 1957)
- 2019 - Rudolf Hundstorfer, politico austriaco (n. 1951)
- 2019 - Kelsey Weems, cestista statunitense (n. 1967)
- 2019 - Omar Zubillaga, cestista uruguaiano (n. 1931)
- 2020 - Frankie Banali, batterista statunitense (n. 1951)
- 2020 - Frank Cullotta, mafioso, collaboratore di giustizia e scrittore statunitense (n. 1938)
- 2020 - Aldo Falchi, scultore italiano (n. 1935)
- 2020 - Touriya Jabrane, attrice e politica marocchina (n. 1952)
- 2020 - Branko Kostić, politico montenegrino (n. 1939)
- 2021 - Nino D'Agata, attore e doppiatore italiano (n. 1955)
- 2021 - Tom T. Hall, cantautore e scrittore statunitense (n. 1936)
- 2021 - Michael Morgan, direttore d'orchestra e direttore artistico statunitense (n. 1957)
- 2021 - Paolo Saviane, politico italiano (n. 1962)
- 2021 - Gaia Servadio, giornalista, saggista e artista italiana (n. 1938)
- 2022 - Renato Cardillo, calciatore italiano (n. 1934)
- 2022 - Séamus Freeman, vescovo cattolico irlandese (n. 1944)
- 2022 - Maurice Kanbar, imprenditore e inventore statunitense (n. 1929)
- 2022 - Leon Vitali, attore britannico (n. 1948)
- 2023 - Aivars Lazdenieks, canottiere sovietico (n. 1954)
- 2023 - Vladimir Evgen'evič Zacharov, fisico, matematico e poeta russo (n. 1939)
- 2024 - Al Attles, cestista, allenatore di pallacanestro e dirigente sportivo statunitense (n. 1936)
- 2024 - Antonio Carmine Centi, politico italiano (n. 1944)
- 2024 - Humberto Maschio, calciatore e allenatore di calcio argentino (n. 1933)
- 2024 - Rafael Eleuterio Rey, vescovo cattolico argentino (n. 1933)
- 2024 - Atsuko Tanaka, doppiatrice giapponese (n. 1962)
- 2024 - Ratomir Tvrdić, cestista jugoslavo (n. 1943)

## Senza anno specificato(1)
- Francesco Bonetti, pittore italiano